# 奧迪安大戲院

奧迪安大戲院

奧迪安大戲院（Odeon Theatre），是上海市在中华民国时期的一家电影院。奥迪安大戏院位于四川北路，开业于1925年10月9日。在1932年的一二八事变中，奥迪安大戏院毁于战火。